# Macroglossum micacea
Macroglossum micacea là một loài bướm đêm thuộc họ Sphingidae, chi Macroglossum.

## Phụ loài
- Macroglossum micacea micacea
- Macroglossum micacea albibase Rothschild, 1905